# STARバス
STARバス（STAR Bus）はオービタル・サイエンシズ社が製造する衛星プラットフォーム。通信衛星を静止軌道に投入するアポジキックモーターや15年の軌道維持が可能なスラスター、5kWの電力を供給可能なsolar arrayなどが含まれている。
静止軌道用のGEOStarバスと、低周回軌道用のLEOStarバスがある。静止軌道用のバスにはStar-1とStar-2があり、さらに大型化したStar-3も開発中。使用するアポジエンジンとしては、日本製のBT-4エンジンも採用されている。
STARバスが使用された最初の衛星は、1997年に打ち上げられたIndoStar-1である。日本の衛星だと、株式会社放送衛星システムのBSAT-2a, 2b, 2c、とNTTドコモのNSTAR-Cで採用されている。